# 敦促杜聿明等投降書
敦促杜聿明等投降書发表于1948年12月17日，全文由毛泽东起草，是以人民解放军中原和华东两司令部的名义向杜（聿明）邱（清泉）李（瀰）所部发出的广播稿。劝降书发出后不久，淮海戰役即结束。
当时中国共产党领导下的军队已经完成了遼瀋戰役，已经完全控制整个东北，并且，是役使国共两方力量发生扭转，一方面中華民國國軍被歼约47万，而解放军兵员数量猛增，并在数量上占优势。而另一方面，解放军也缴获大批美国武器装备。
截至12月17日，国軍已经损失黄百韬、黄维、孙元良三个兵团，冯治安一个绥靖区、十四个军、三十四个师、一个快速纵队。另外，邱清泉、李瀰两兵团也已经遭受了重大的损失。国军大约损失四十万，约占投入到淮海战役的军队的一半。中共已经控制了陕州以东的全部陇海铁路和蚌埠以北直到天津以南的全部津浦铁路。而在12月16日，中共已经暂缓了对杜邱李集团的军事行动。当时的战场局势是李瀰兵团被困在青龙集、邱清泉兵团被困在陈官庄、杜聿明总部被包围在永城东北李石林，这三个部队被围困的地区不过是纵横不过二十里的地区。并且机械化部队也因为军民挖掘壕沟而无法进行推进突围。
迫于寒冷和饥饿，以及解放军的劝降，大约有一万余国軍士兵投降。1949年1月6日下午三时，解放军的劝降期结束，华东野战军以25个师分东、南、北三个集群，对处于包围圈中的国军残部发起总攻，另以11个师加2个独立旅外围兜截溃兵俘虏，中原野战军作为总预备队。战至1月10日上午十时，包围圈内17.6万国军全军覆没，杜聿明被俘，邱清泉阵亡，李弥于乱军中逃生。至此淮海战役全部结束。
淮海战役解放军共歼灭国军一个“剿总”前进指挥部、五个兵团司令部加一个绥靖区司令部、二十二个军，56个师，连同特种部队，非正规军及后方机关等共五十五万五千人。並俘虜了杜聿明。解放军控制了长江中下游以北地区，并能直接威胁中華民國首都南京。